# سانت جوسيب دي سا تالايا
بلدية سان خوسيه (بالإسبانية: San José) هي بلدية تقع في منطقة جزر البليار شرق إسبانيا.

## الديموغرافيا
بلغ عدد سكان بلدية سان خوسيه 23.688 نسمة عام 2011 (وفقاً للمعهد الوطني للإحصاء الإسباني).
| 11.841 | 13.729 | 16.083 | 18.382 | 20.136 | 22.171 | 23.688 |